# Tachys corax
Tachys corax är en skalbaggsart som beskrevs av Leconte 1851. Tachys corax ingår i släktet Tachys och familjen jordlöpare. Inga underarter finns listade i Catalogue of Life.